# Warzone (Yoko Ono)
| Recensione     | Giudizio |
| -------------- | -------- |
| The Guardian   | [ 1 ]    |
| Pitchfork      | 6.3/10   |
| Slant Magazine | [ 3 ]    |

Warzone è un album discografico di Yōko Ono pubblicato il 24 ottobre 2018, il suo 50º anniversario come musicista.

## Descrizione
Consiste di tredici canzoni che ha raccolto e ricostruito dai suoi album precedenti pubblicati dal 1970 al 2009. Include anche la versione più recente di Imagine di John Lennon. È il primo album di materiale originale dopo 5 anni di inattività dal 2013, quando pubblicò Take Me to the Land of Hell, ed è il 20º album originale di Ono in totale in carriera (incluse le collaborazioni con John Lennon). L'album include una traccia bonus solo per l'edizione venduta in Giappone.
Nell'album è inserita una nuova versione della celebre Imagine. Yoko ne ha parlato: «Avevo paura di rinnovare questa canzone. Tom [Thomas Bartlet, un produttore] era anche un po' spaventato, penso. Le persone di tutto il mondo conoscono questa canzone. Comunque, ho deciso di farlo perché corrisponde al tema dell'album. Il mondo è troppo confuso. Per chiunque, le cose sono state così difficili. Ora viviamo nella zona di guerra ... Mi piace la creazione con il nuovo modo, perché le cose cambiano ogni giorno».

## Tracce[6][7]
1. Warzone – 3:08
2. Hell In Paradise – 3:39
3. Now Or Never – 4:59
4. Where Do We Go From Here – 2:47
5. Woman Power – 4:01
6. It's Gonna Rain – 3:07
7. Why – 2:39
8. Children Power – 2:34
9. I Love All of Me – 3:53
10. Teddy Bear – 4:07
11. I'm Alive – 0:22
12. I Love You Earth – 2:32
13. Imagine – 3:22

Bonus track edizione giapponese
1. Midsummer New York (alternate version) - 2:36

## Formazione
- Yoko Ono – voce
- Caleb Burhans – violino (2, 5, 9)
- Courtney Orlando – violino (2, 5, 9)
- Doug Wieselman – clarinetto basso (4, 10)
- Erik Friedlander – violoncello (4, 10)
- Laura Lutzke – violino (2, 5, 9)
- Marc Ribot – chitarra acustica (3), chitarra elettrica (3, 8)
- Nico Muhly – arrangiamento archi (2, 5, 9)
- Patti Kilroy – violino (2, 5, 9)
- Kassa Overall – batteria (3, 5, 8)
- Thomas Bartlett – basso (5), elettronica (1–8, 13), tastiere (1-10, 13), pianoforte (1, 6, 9–10, 12–13)